# Fireball (film 2009)
Fireball è un film d'azione per televisione del 2009 scritto e diretto da Kristoffer Tabori. È interpretato da Ian Somerhalder, Lexa Doig, Aaron Pearl, Colin Cunningham e Aleks Paunovic.

## Trama
L'ispettore Ava Williams indaga su un incendio scoppiato in carcere, giungendo infine alla sua origine: un prigioniero in cerca di vendetta contro coloro che lo hanno messo dietro le sbarre.